# Burg Greifenstein (Südtirol)
Die Burg Greifenstein, auch bekannt als Sauschloss, ist eine Burgruine hoch über der Terlaner Fraktion Siebeneich und liegt auf dem Gebiet der Gemeinde Jenesien in Südtirol (Italien).

## Lage
Die Ruine der Spornburg liegt auf einem fast allseitig steil abfallenden Geländesporn am Tschögglberg.

## Geschichte
Die Burg wird 1158 erstmals urkundlich genannt. Arnold III., Graf von Bozen (gest. 1173), war damals auch Graf von Morit und Greifenstein. Die Burg wurde in der zweiten Hälfte des 13. Jahrhunderts bei den Kämpfen zwischen Graf Meinhard II. von Tirol-Görz und dem Bischof von Trient weitgehend zerstört. Im späten 14. Jahrhundert kam die wieder aufgebaute Anlage in den Besitz der Herren von Starkenberg, nachdem der letzte Angehörige der Familie von Greifenstein namens Friedrich in der Schlacht von Sempach 1386 gefallen war.
Die Burg Greifenstein wurde im Auftrag von Herzog Friedrich IV. von Österreich-Tirol („mit der leeren Tasche“) zweimal zur Niederschlagung der Tiroler Adelsopposition belagert.
- Bei der ersten Belagerung im Frühjahr 1418 wurde die Burg nicht eingenommen. Der Ausfall, von dem Oswald von Wolkenstein in seinem Greifensteinlied (KL 85) berichtet, dürfte sich auf diese Belagerung beziehen.[3]
- Die zweite Belagerung begann im Frühjahr 1423 und dauerte bis November 1426. Nachdem Wilhelm von Starkenberg die Burg Anfang des Jahres verlassen hatte, übergaben sie seine Knechte am 27. November 1426.[4]

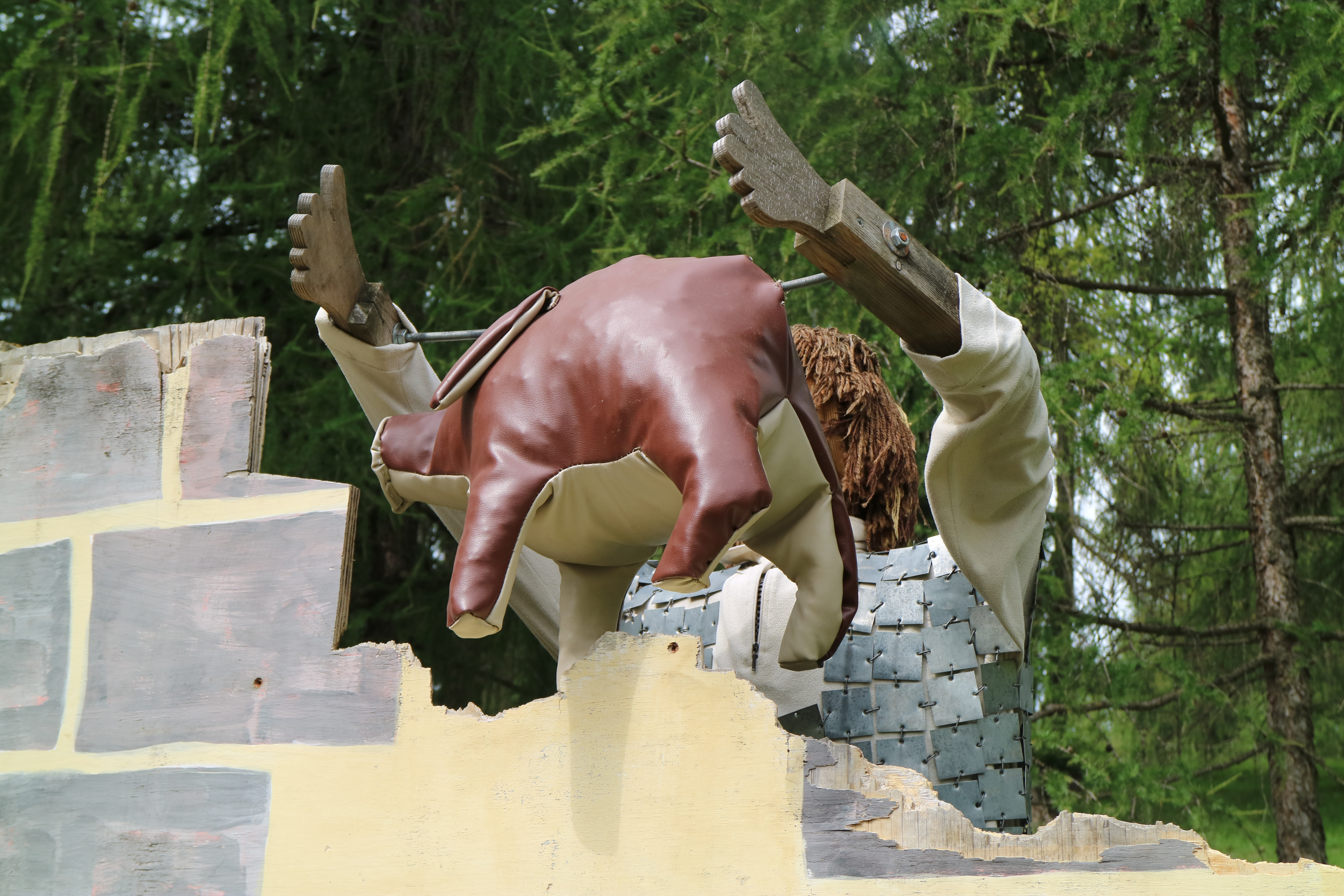
Bildliche Darstellung der „Sauschloss“-Sage am Salten

Den Beinamen „Sauschloss“ erhielt die Burg der Legende nach in Hinblick auf eine dieser Belagerungen. Die Belagerten warfen Friedrich und seinem Heer angeblich ein gebratenes Schwein hinab, um zu verdeutlichen, dass ein Belagerungserfolg durch Aushungern ausgeschlossen sei. Tatsächlich seien die Belagerer daraufhin abgezogen – nicht ahnend, dass das gebratene Schwein der letzte Proviant der Burgbesatzung war.
Bei der hier geschilderten Belagerungslist handelt es sich allerdings um eine weitverbreitete und sehr alte Wandersage, die sich bereits bei Ovid findet. Die erste schriftliche Überlieferung zur Greifensteiner „Sauschloss-Legende“ ist aus dem Jahr 1737.
Nach der Übernahme durch die Habsburger übernahmen landesfürstliche Pfleger die Burgverwaltung, so im Jahr 1451 der Bozener Amtmann Franzisk Schidmann, „phleger auff Greiffenstain“. In der Folge blieb die Burg fortwährend im Besitz der Tiroler Landesfürsten, die sie nach alter Sitte vom Hochstift als Lehen empfingen und ab dem Ende des 15. Jahrhunderts als Pfand- und Afterlehen weiterverliehen. Die Pfandinhaber waren: die Kässler von Boimont 1490, die Fugger 1501, die Trautmannsdorf 1534, die Khuen 1560, Doktor Haselwanter 1629 und Wilhelm Hochenhauser zu Thierburg, Inhaber der Gerichte und Ämter Burgstall, Mölten und Jenesien, im Jahr 1634. Dessen Söhne Uriel und Ehrenreich empfingen die Burg als Pfandgegenstand zum Mannslehen. Der Anteil Uriels mit dem eigentlichen Schloss Greifenstein kam durch Kauf an Girardi von Kastell und von diesem 1668 an die Grafen von Wolkenstein Trostburg. Den Anteil Ehrenreichs kauften 1704 die Grafen Spaur. Im 19. Jahrhundert befand sich Greifenstein bereits in privater Hand.

## Anlage

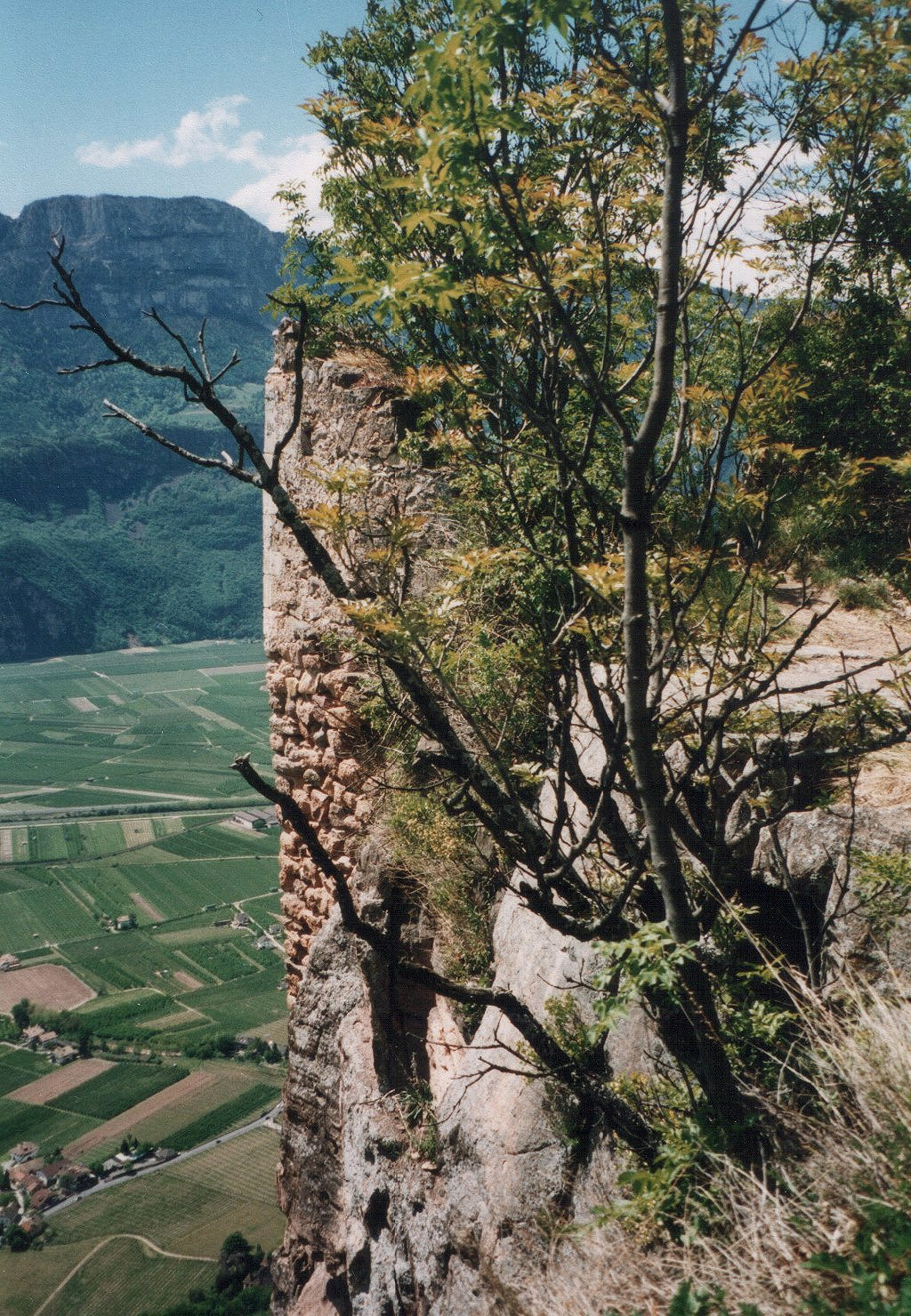
Nahansicht der Anlage

Vom Tal aus sieht die große Ruine wenig beeindruckend aus. Erst auf dem Gelände wird deutlich, dass die ehemals sehr starke Anlage ausgedehnt ist und durch eine weiter unten am Burgfels liegende große Vorburg geschützt war.